# Horní Peru

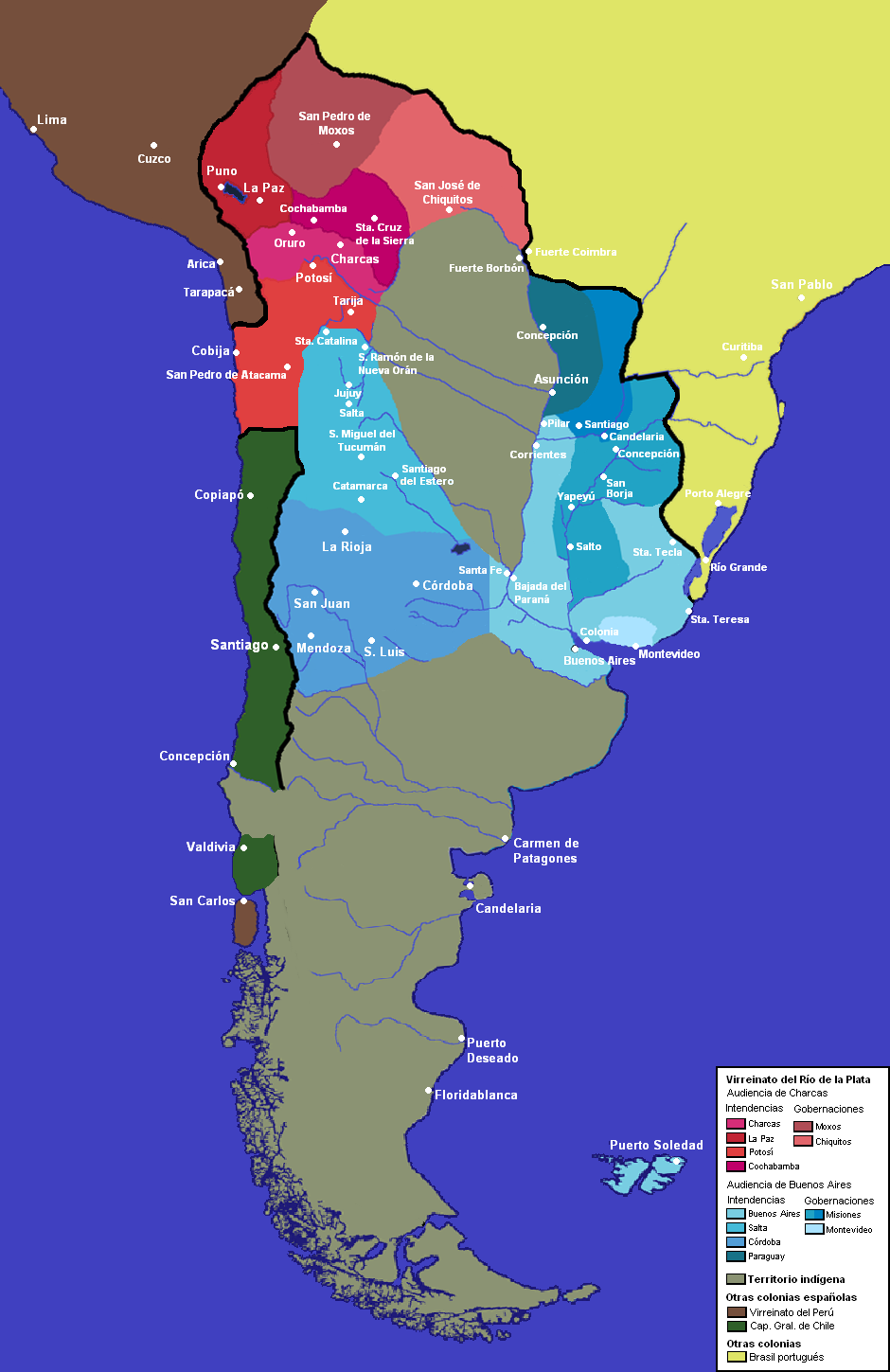
Horní Peru červenou barvou

Horní Peru (španělsky Alto Perú) je historický název pro region Jižní Ameriky, který zahrnuje dnešní Bolívii a okolní území sousedních států. Tento výraz se používal především v období mezi 70. lety 18. století (začlenění královské audiencie Charcas, která je teritoriálně s Horním Peru totožná, do místokrálovství Río de la Plata) a 20. lety 19. století (vznik samostatné Bolívie).